# الاکلنگ (مجموعه تلویزیونی)
الاکلنگ (انگلیسی: Seesaw) یک مجموعه تلویزیونی جنایی بریتانیایی است که در سه قسمت از آی‌تی‌وی و در سال ۱۹۸۸ پخش شد. از بازیگران این سریال می‌توان به دیوید سوشی، جرالدین جیمز و نیل استوک اشاره کرد.